# Borassus flabellifer
Il borasso (Borassus flabellifer L.) è una pianta appartenente alla famiglia delle Arecaceae originaria dell'Asia meridionale (in particolare di Bangladesh, India orientale e meridionale) e del Sud-est asiatico. La specie è naturalizzata a Socotra.

## Descrizione
Il borasso è un albero robusto e può raggiungere un'altezza di 30 m. Il tronco è grigio, robusto e costellato di cicatrici fogliari; le foglie vecchie rimangono attaccate al tronco per diversi anni prima di cadere del tutto. Le foglie sono a forma di ventaglio e lunghe fino a 3 m, con robusti denti neri sui margini del picciolo. Come tutte le specie di Borassus, il borasso è dioico: i fiori maschili e femminili sono su piante separate. I fiori maschili sono lunghi meno di 1 cm e formano grappoli semicircolari, nascosti sotto brattee squamose all'interno delle infiorescenze a forma di amenti. Al contrario, i fiori femminili sono grandi come palline da golf e solitari, appoggiati sulla superficie dell'asse dell'infiorescenza. Dopo l'impollinazione, questi fiori si sviluppano in frutti carnosi di 15–25 cm di diametro, ciascuno contenente da 1 a 3 semi. I frutti sono di colore da nero a marrone, con polpa dolce e fibrosa ed ogni seme è racchiuso in un endocarpo legnoso.

## Usi

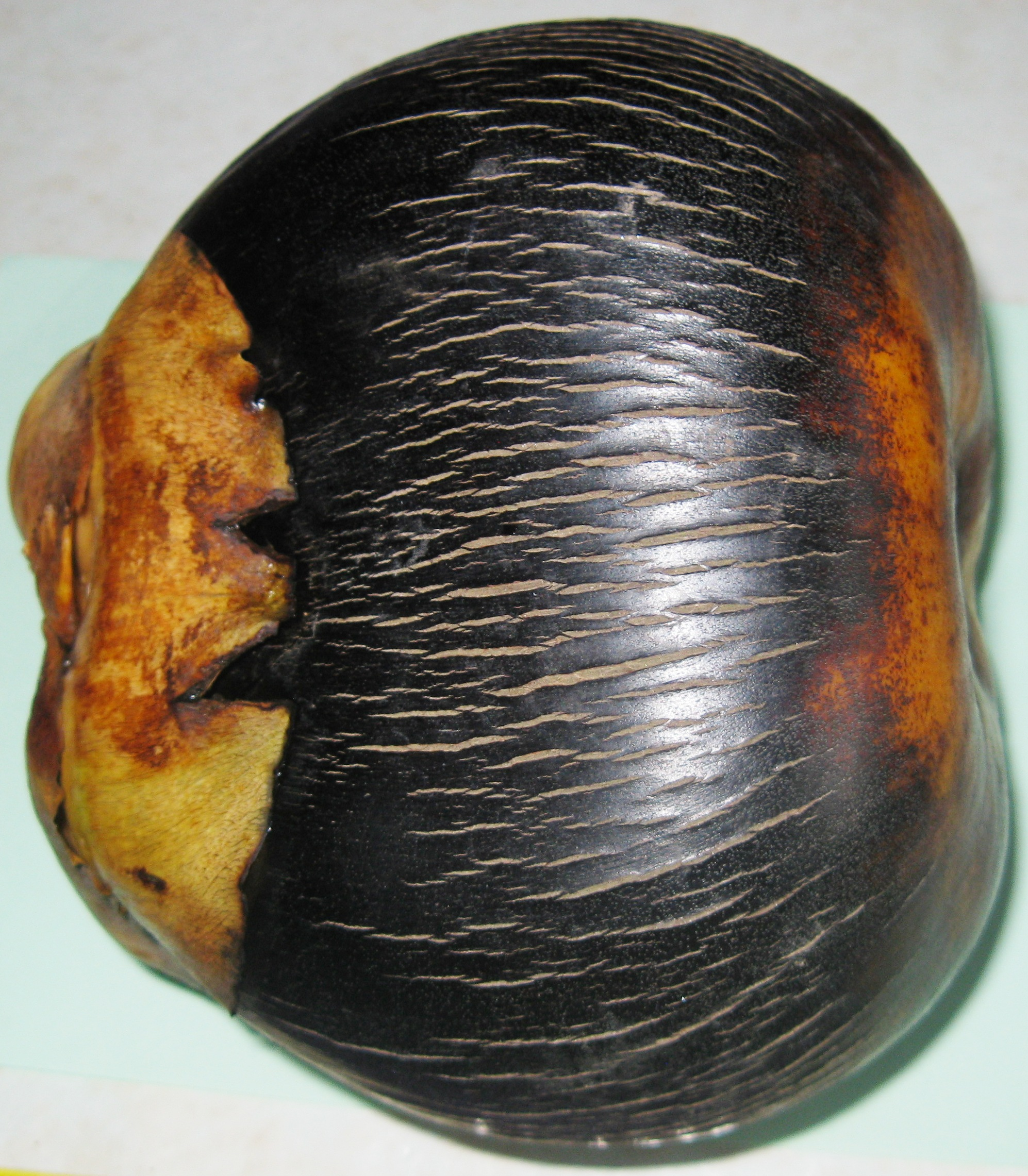
Frutto di borasso

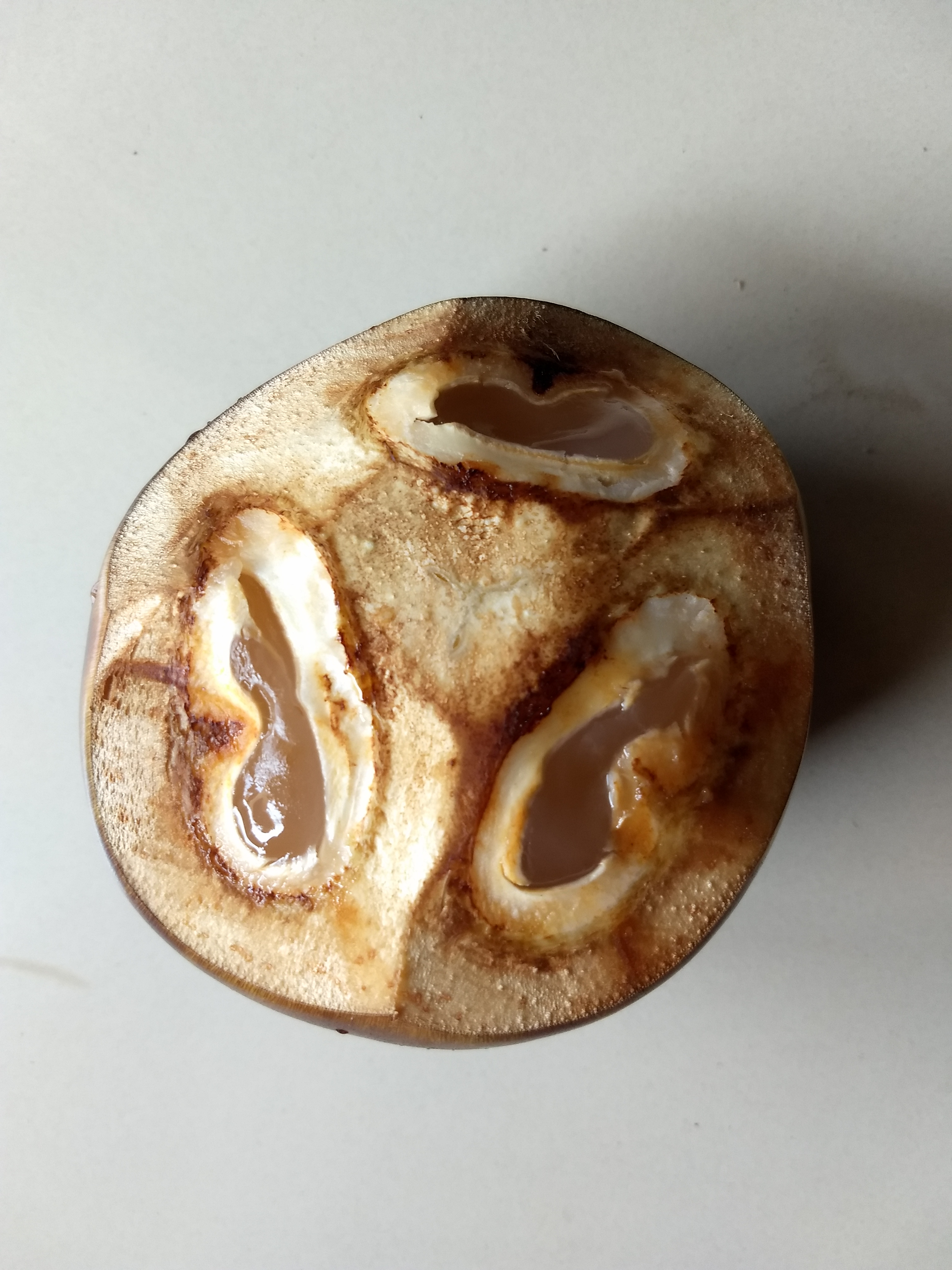
Frutto di borasso in sezione

Il frutto è commestibile e la parte superiore di esso deve essere tagliata per rivelare gli alveoli dei semi, dolci e gelatinosi, di colore bianco pallido traslucido, con polpa simile a quella del litchi ma con un sapore più delicato e senza nocciolo. Gli alveoli dei semi, di consistenza gelatinosa e dolce, si presentano in combinazioni di due, tre o quattro all'interno del frutto. La parte gelatinosa del frutto è ricoperta da una sottile buccia giallo-marrone.  La polpa morbida del mesocarpo giallo-arancio del frutto maturo è zuccherina, densa e commestibile, ricca di vitamine A e C.
Tradizionalmente, sono i semi gelatinosi ad essere mangiati quando la buccia esterna è ancora acerba. Ma se si lascia maturare l'intero frutto, lo strato esterno fibroso dei frutti di palma può essere consumato anche crudo, bollito o arrostito. Quando ciò accade, il frutto assume una tonalità viola-nerastra e il sapore è simile alla polpa di cocco. Anche la buccia viene mangiata come parte del frutto, proprio come spesso avviene con la buccia del mango, che viene consumata insieme al frutto.Una linfa zuccherina può essere ottenuta dalla giovane infiorescenza, sia maschile che femminile. Questa viene concentrata in uno zucchero grezzo chiamato jaggery oppure può essere fermentata per produrre una bevanda alcolica chiamata toddy o distillata per fare il liquore arrak.
Le foglie di borasso vengono utilizzate per realizzare tetti di paglia, stuoie, cesti, ventagli, cappelli, ombrelli e come materiale per la scrittura.
I tronchi di borasso vengono utilizzati per realizzare recinti e producono anche una fibra resistente, adatta per cordami e spazzole. Il legname nero è duro, pesante e durevole ed è molto apprezzato per l'edilizia.

## Coltivazione
Il borasso ha un ritmo di crescita, dimensioni molto grandi e portamento pulito che lo rendono un attraente albero ornamentale, coltivato per essere piantato in giardini e parchi come specie di palma da paesaggio.

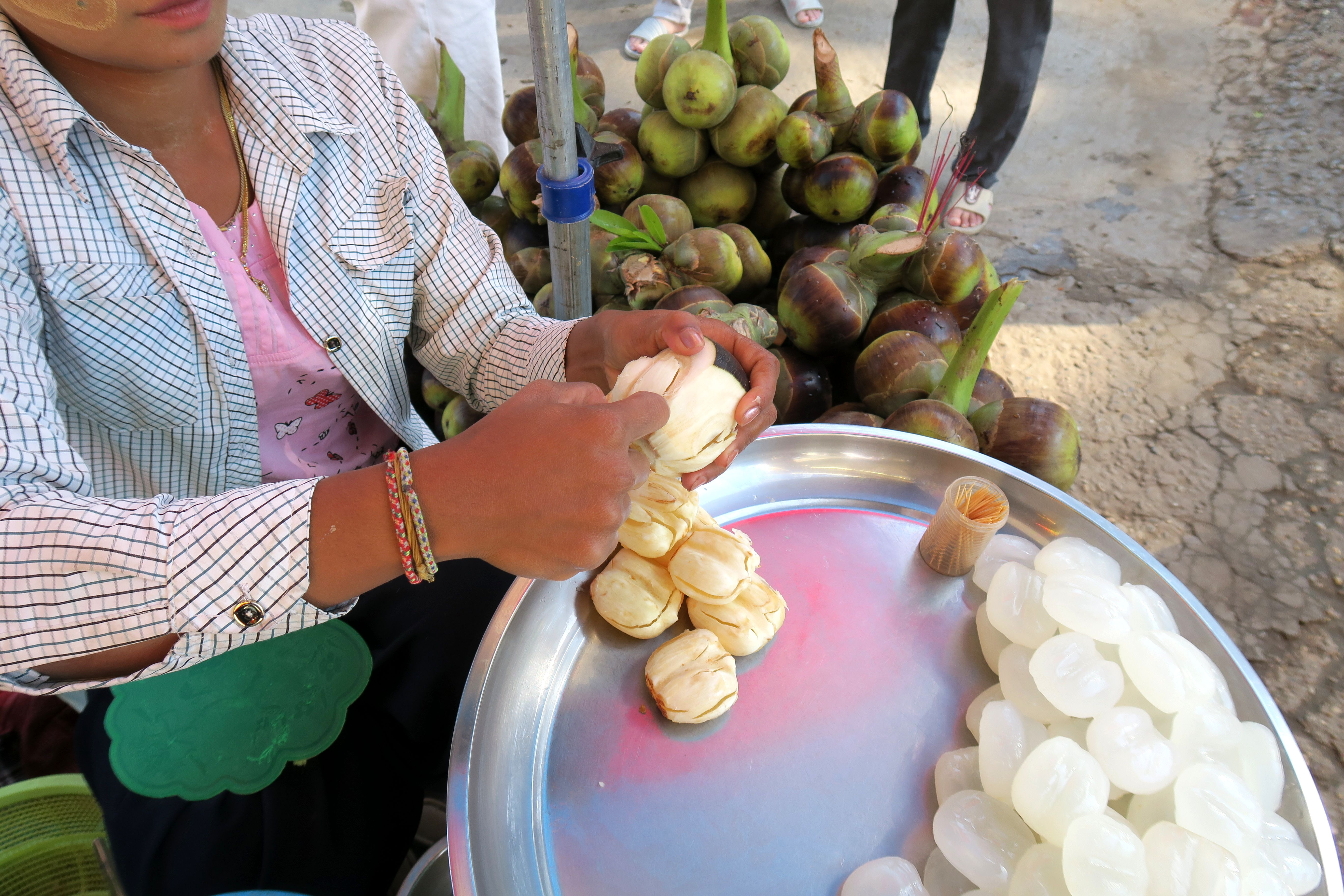
Preparazione dei semi in una bancarella (Birmania)
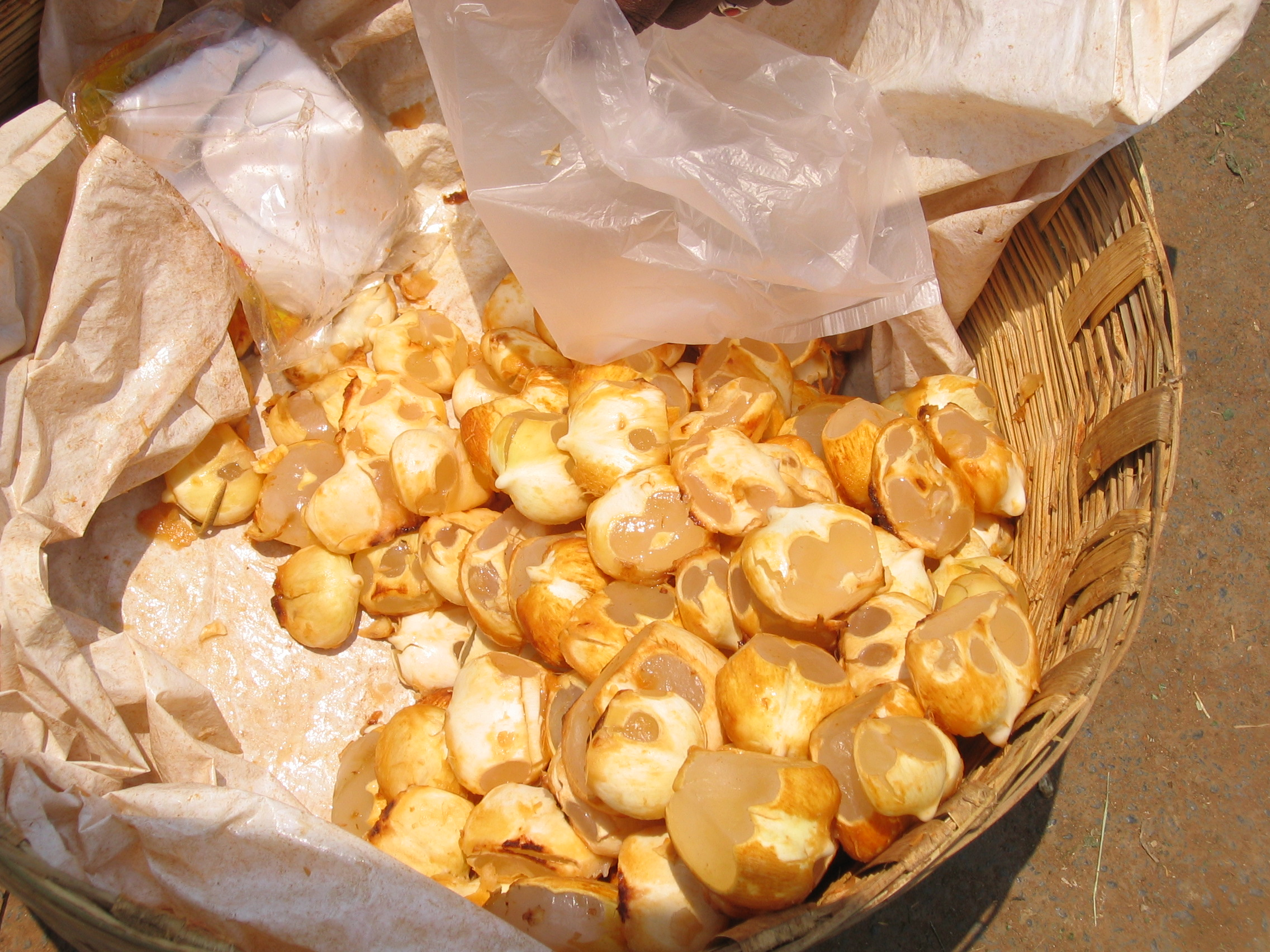
Semi commestibili di borasso, Guntur
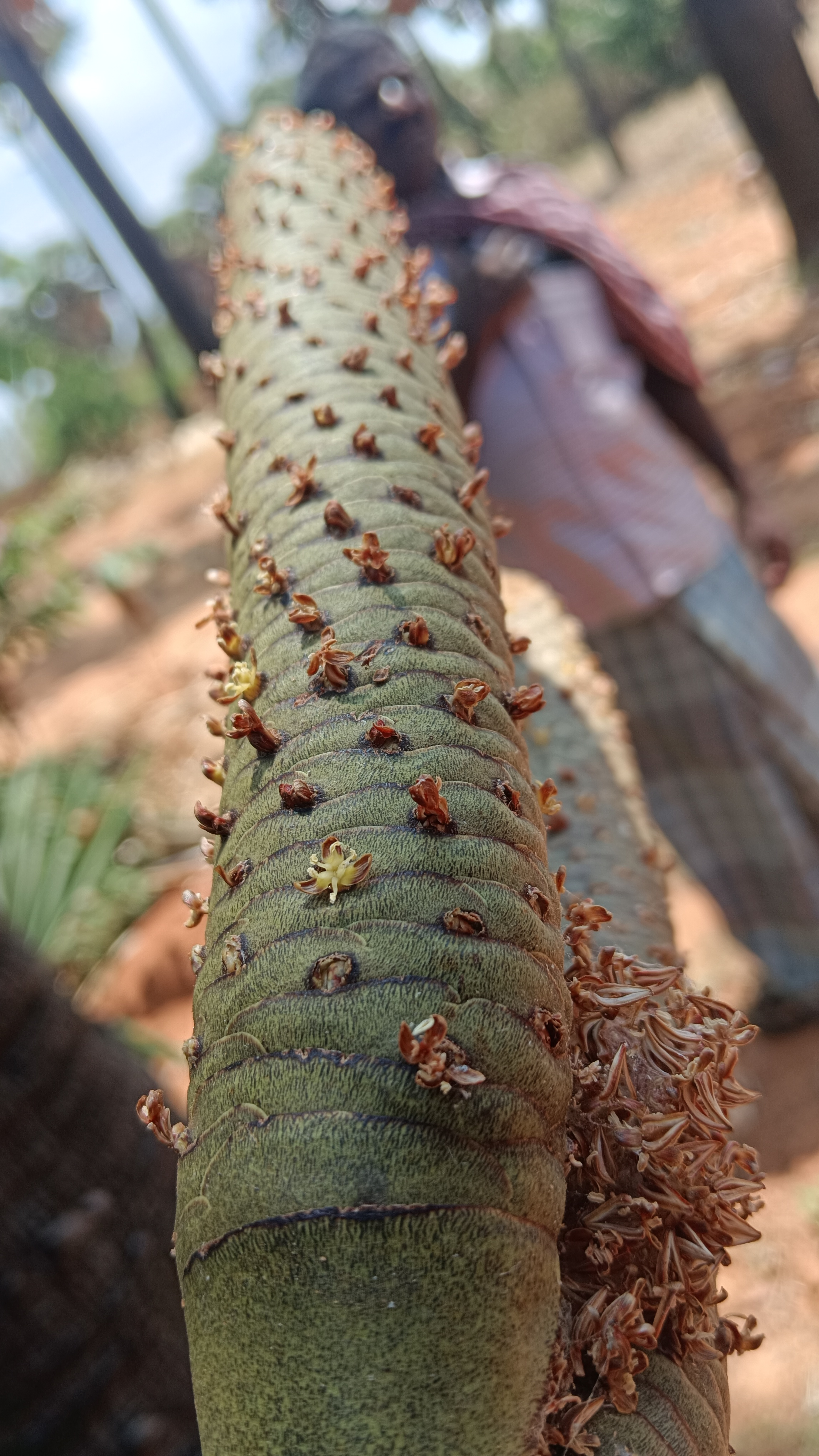
Infiorescenza